# Antonio Monserrate
Antonio ou Antoni de Montserrat, né à Vic (Barcelone) vers 1536 et décédé le 26 octobre 1605 à Salsette (Goa), était un prêtre jésuite espagnol, missionnaire en Inde. Il fit partie de la première mission jésuite envoyée à la cour de l'empereur moghol Akbar.

## Biographie
Entré dans la Compagnie de Jésus en 1556, il est envoyé à Coimbra en 1557. Il est préfet des études en 1562 à Lisbonne peu de temps après son ordination sacerdotale (1561). Montserrat rend des services pastoraux dans l'église Saint-Roch de Lisbonne, également. Il est particulièrement actif au service des malades et orphelins durant l'épidémie de peste de 1569.
Volontaire pour les missions outremer Montserrat fait partie du large groupe de missionnaires qui quittent l'Europe en 1574, en compagnie d'Alessandro Valignano. Quelques années plus tard, en 1580, sous la direction de Rodolphe Acquaviva, il se trouve à la cour de l'empereur moghol Akbar qu'il accompagne lors d'une campagne militaire à Kaboul. Montserrat est tenu en haute estime par l'empereur qui lui confie l'éducation de son fils Jehangir. Akbar l'enverra ensuite féliciter Philippe II lors de son ascension au trône du Portugal.
De retour à Goa à la fin de cette première mission moghole, Montserrat y passe quelques années. En 1589 il est envoyé en Abyssinie avec Pedro Paez, mais le groupe de jésuites destiné à la mission d'Éthiopie tombe entre les mains des Arabes qui empêchaient l'accès aux ports africains. Montserrat passe sept ans en captivité, en particulier à Sanaa (Yémen) et ensuite dans la région de Moka, servant même dans les galères turques. Une rançon de 1 300 ducats fut payée. Les jésuites reviennent à Goa en novembre 1596, où Montserrat passe les dernières années de sa vie. 
On lui doit des travaux de cartographie, dont une des premières cartes relativement précises de l'Inde (1590) ainsi que d'un journal où il relate les contacts de la mission jésuite avec Akbar, et les débats interreligieux.

## Écrits
- Mongolicae Legationis Commentarius, ed. par Henry Hosten, dans Memoirs of the Asiatic Society of Bengal, vol.9 (1914), p. 534-689. English translation par J.S. Hoyland, Londres 1922.